# Abdounodus
Abdounodus is een geslacht van uitgestorven zoogdieren uit de Afrotheria. De soort was een herbivoor en leefde tijdens het Paleoceen in het noordwesten van Afrika. 

## Fossiele vondsten
De fossielen van Abdounodus zijn gevonden in het Ouled Abdoun-bekken in Marokko.

## Classificatie
Op basis van de eerste vondsten - een onderkaak met een gedeelte van het gebit - werd Abdounodus ingedeeld bij de familie Mioclaenidae van de condylarth, een groep van hoefdierachtige zoogdieren met onduidelijke onderlinge verwantschap. Latere vondsten van onderkaken en een bovenkaak hebben geleid tot nieuwe inzichten. Abdounodus was een basale afrotheriër en het vormt samen met tijdgenoten Hadrogeneios en Ocepeia en de Paenungulata (slurfdieren en zeekoeien) de Paenungulatomorpha. 